# HD 91858
HD 91858，又名BD-09 3108，SAO 156092、HR 4155，是一颗恒星，视星等为6.57，位于銀經257.37，銀緯40.04，其B1900.0坐标为赤經10h 31m 18.8s，赤緯-10° 40.04′ 52″。